# یژی ژیژینسکی
یژی ژیژینسکی (لهستانی: Jerzy Żyżyński؛ زادهٔ ۶ اوت ۱۹۴۹) اقتصاددان اهل لهستان است.